# Károly Tivadar bajor királyi herceg
Nem tévesztendő össze unokaöccsével, Károly Tivadar bajor herceggel
Károly Tivadar (teljes nevén Károly Tivadar Miksa Ágost, ismert még mint Bajorországi Károly Tivadar, németül: Karl Theodor von Bayern; Mannheim, Bajor Választófejedelemség, 1795. július 7. – Tegernsee, Bajor Királyság, 1875. augusztus 16.), a Wittelsbach-házból származó bajor királyi herceg, vezértábornagy, I. Miksa bajor király és Hessen–Darmstadti Auguszta Vilma legkisebb gyermeke, aki a bajor Királyi Tanács tagja, valamint az 1866-os porosz–osztrák háborúban az Ausztria szövetségében álló Német Szövetség csapatainak főparancsnoka. Morganatikus házassága miatt lemondott trónöröklési jogáról.

## Élete

### Származása
Károly Tivadar herceg édesapja édesapja a Wittelsbach-ház birkenfeld–zweibrückeni ágából származó Miksa József pfalz-zweibrückeni herceg (1756–1825) volt, Frigyes Mihály pfalz-zweibrückeni uralkodó herceg (1724–1767) és Maria Franziska Dorothea von Pfalz-Sulzbach hercegnő (1724–1794) második fia, aki 1799-től IV. Miksa József néven bajor választófejedelem, majd 1806-tól, Napóleon császár csatlósaként I. Miksa néven bajor királya lett.
Édesanyja Miksa első felesége, Auguszta Vilma Mária hessen–darmstadti hercegnő (1765–1796) volt, Georg Wilhelm von Hessen-Darmstadt herceg (1722–1782) és Maria Luise Albertine von Leiningen-Dagsburg-Falkenburg (1729–1818) grófnő leánya.
Apjának első házasságából öt gyermeke született:
1. Lajos Károly Ágost herceg (1786–1868), 1825-től I. Lajos néven bajor király.
2. Auguszta Amália Ludovika hercegnő (1788–1851), aki Jozefina francia császárné első házasságából való fiához, Eugène de Beauharnais-hoz, az Itáliai Királyság francia alkirályához, Leuchtenberg hercegéhez ment férjhez.
3. Amália Mária Auguszta hercegnő (1790–1794), kisgyermekként meghalt.
4. Sarolta Auguszta hercegnő (1792–1873), akinek első férje I. Vilmos württembergi király, második férje I. Ferenc osztrák császár, magyar és cseh király volt.
5. Károly Tivadar Miksa herceg (1795–1875) tábornagy.

Édesanyja halála után 1797-ben apja másodszor is megnősült, az evangélikus vallású Karolina Friderika Vilma badeni hercegnőt (1776–1841) vette feleségül, aki 1806. január 1-jén, az új Bajor Királyság kikiáltásakor, I. Miksa király trónra lépésével bajor királynévá emelkedett. A második házasságból nyolc gyermek született, Károly Tivadar herceg féltestvérei, akik közül öten érték meg a felnőttkort:
1. Egy halva született fiú (*/† 1797)
2. Károly herceg (1800–1803), kisgyermekkorban meghalt.
3. Erzsébet Ludovika hercegnő (1801–1873), aki 1823-ban IV. Frigyes Vilmos porosz királyhoz (1795–1861) ment feleségül.
4. Amália Auguszta hercegnő (1801–1877), aki 1822-ben I. János szász királyhoz (1801–1873) ment feleségül.
5. Mária Anna Leopoldina hercegnő (1805–1877), aki 1833-ban II. Frigyes Ágost szász királyhoz ment feleségül (1797–1854).
6. Zsófia Friderika Dorottya hercegnő (1805–1872), aki 1824-ben Habsburg–Lotaringiai Ferenc Károly főherceghez (1802–1878) ment feleségül, az ő 1830-ban született fiuk lett I. Ferenc József császár és király.
7. Mária Ludovika Vilma hercegnő (1808-1892), aki 1828-ban Miksa József bajor herceghez (Herzog Max Joseph in Bayern) (1808-1888) ment feleségül, az ő 1837-ben született leányuk lett Erzsébet császárné és királyné.
8. Maximiliána Jozefa hercegnő (1810–1821), kisgyermekként meghalt.

Károly Tivadar apja, Miksa József gróf 1789-ig, a francia forradalom kitöréséig a francia királyi hadsereg ezredese volt. A hadseregben kitörő lázadások miatt szüleinek menekülniük kellett, előbb Darmstadtba, majd Mannheimbe. Az újszülött Károly Tivadar herceg életének első éveit a francia forradalmi haderő előli menekítés határozta meg. Apja (elhunyt bátyja után) 1795-ben megörökölte Pfalz-Zweibrücken hercegének címét, de országa teljes egészében francia megszállás alatt állt. Édesanyja, Auguszta Vilma Mária hessen–darmstadti hercegnő, akit utolsó gyermekének szülése és az utazások viszontagságai legyengítettek, 1796-ban egy Rajna menti kisvárosban elhunyt.
Apjának franciabarátságát az átélt nélkülözések sem rendítették meg. 1799-ben a Wittelsbach-ház Pfalz-Sulzbach ágának kihalásakor Bajorország választófejedelme lett, majd 1806-ban Napóleon csatlósaként I. Miksa néven Bajorország királyává koronázták.

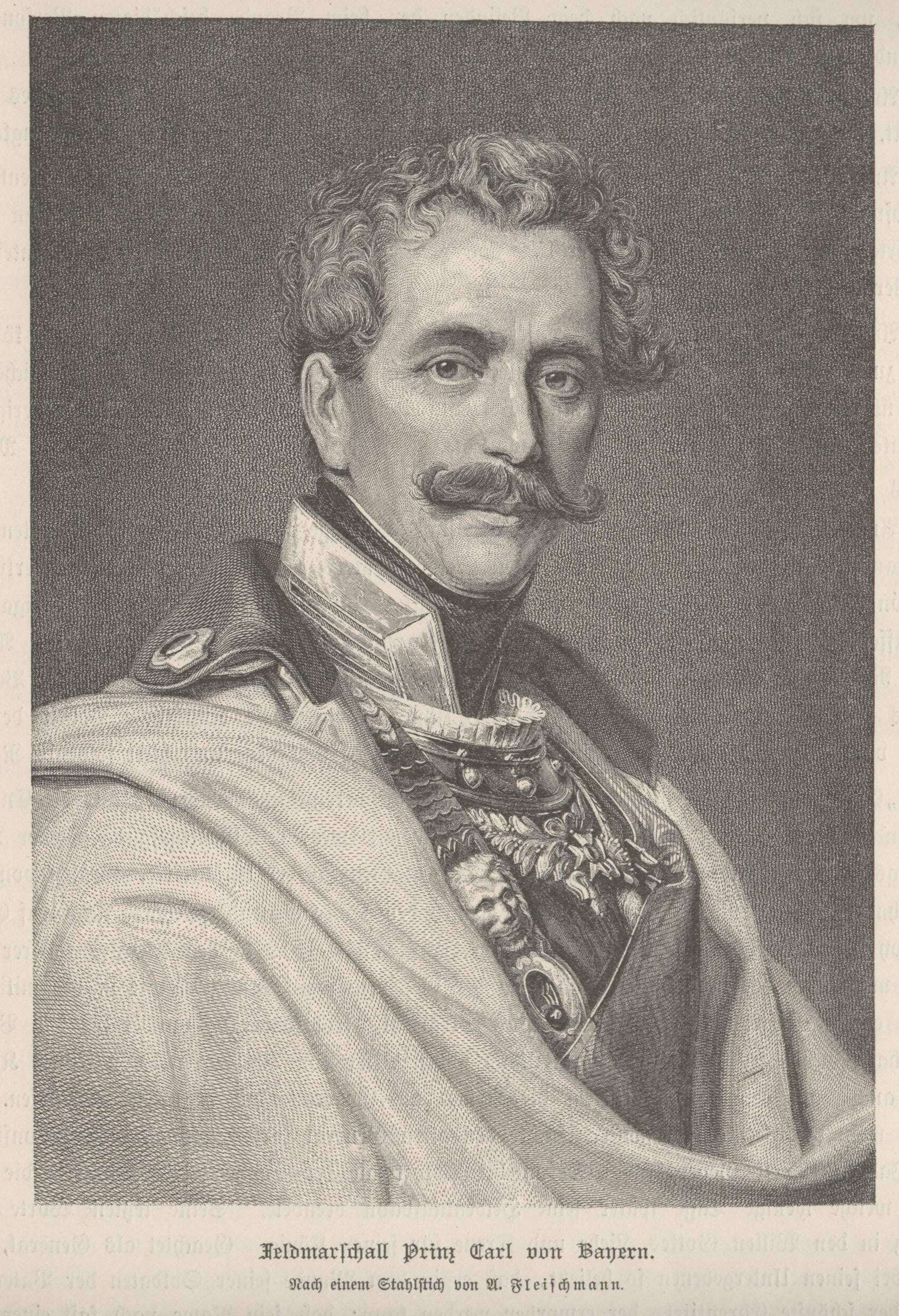
Károly Tivadar tábornagy,
1860 körül.

### Katonai pályája
Már 1813-ban, 18 évesen részt vett a napóleoni háborúkban (Befreiungskriege), vezérőrnagyi rangban, egy gyalogsági dandár parancsnokaként. Ugyanebben az évben a Bajor Tudományos Akadémia tiszteletbeli tagjává választotta. Hamarosan a bajor Királyi Tanács (Reichsrat der Krone Bayerns) tagja is lett.
1832-ben a londoni egyezményt aláíró nagyhatalmak (Nagy-Britannia, Franciaország és az Orosz Birodalom) Károly Tivadart szemelte ki a nemrégen függetlenné vált Görögország trónjára. Károly Tivadar herceg visszautasította a jelölést, helyette a nagyhatalmak unokaöccsét, Ottó herceget, I. Lajos király fiát ajánlották, aki I. Ottó néven el is foglalta a görög trónt.
1841-ben a király tábornaggyá (Generalfeldmarschall) nevezte ki, és megtette a bajor haderő felügyelőjévé (Generalinspekteur). 1860-ban a Német Szövetségi haderő VII. hadtestének (Bundesarmeecorps VII) parancsnokává nevezték ki. Legmagasabbb parancsnoki beosztását 71 éves korában, 1866 májusában nyerte el, amikor – a porosz–osztrák háborúra készülve – parancsnoksága alá rendelték az Osztrák Császárság szövetségében hadrakelt Német Szövetség haderőit: a Bajor Királyi Hadsereget és a dél-német államok csapatkontingenseit is, ezek képezték a Nyugati Német SZövetségi Haderőt (Westdeutsche Bundesarmee). Vezérkari főnökévé egy tapasztalt bajor tábornokot, Ludwig Samson von und zu der Tann vezérőrnagyot (1815–1881) nevezték ki, aki követte az osztrák főparancsnok, Benedek Lajos táborszernagy hadvezetési elképzeléseit. Főparancsnoki megbízatása ellenére Károly Tivadar nem mondott le a szövetségi VII. hadtest parancsnokságáról sem.
A Német Szövetség haderői – számbeli fölényük ellenére – dicstelenül szerepeltek a háborúban. A seregtesteket gyakran rossz helyre irányították, ahol véres vereségeket szenvedtek a porosz egységektől. Egy ízben a Német Szövetség VII. hadteste azt az utasítást kapta, erősítésül csatlakozzék a visszavonuló hannoveri csapatokhoz Hersfeldben. Károly Tivadar herceg tisztázatlan jogállása miatt azonban zavarok keletkeztek a parancsnoki láncban. A herceg nem tudta, merre keresse szövetségesét, és csapataival addig vesztegelt, amíg a döntő vereség be nem következett. A bajor csapatok szerencsétlen szerepléséért a közvélemény Ludwig von der Tann tábornokot okolta, aki sajtóperek révén igyekezett megvédeni magát.

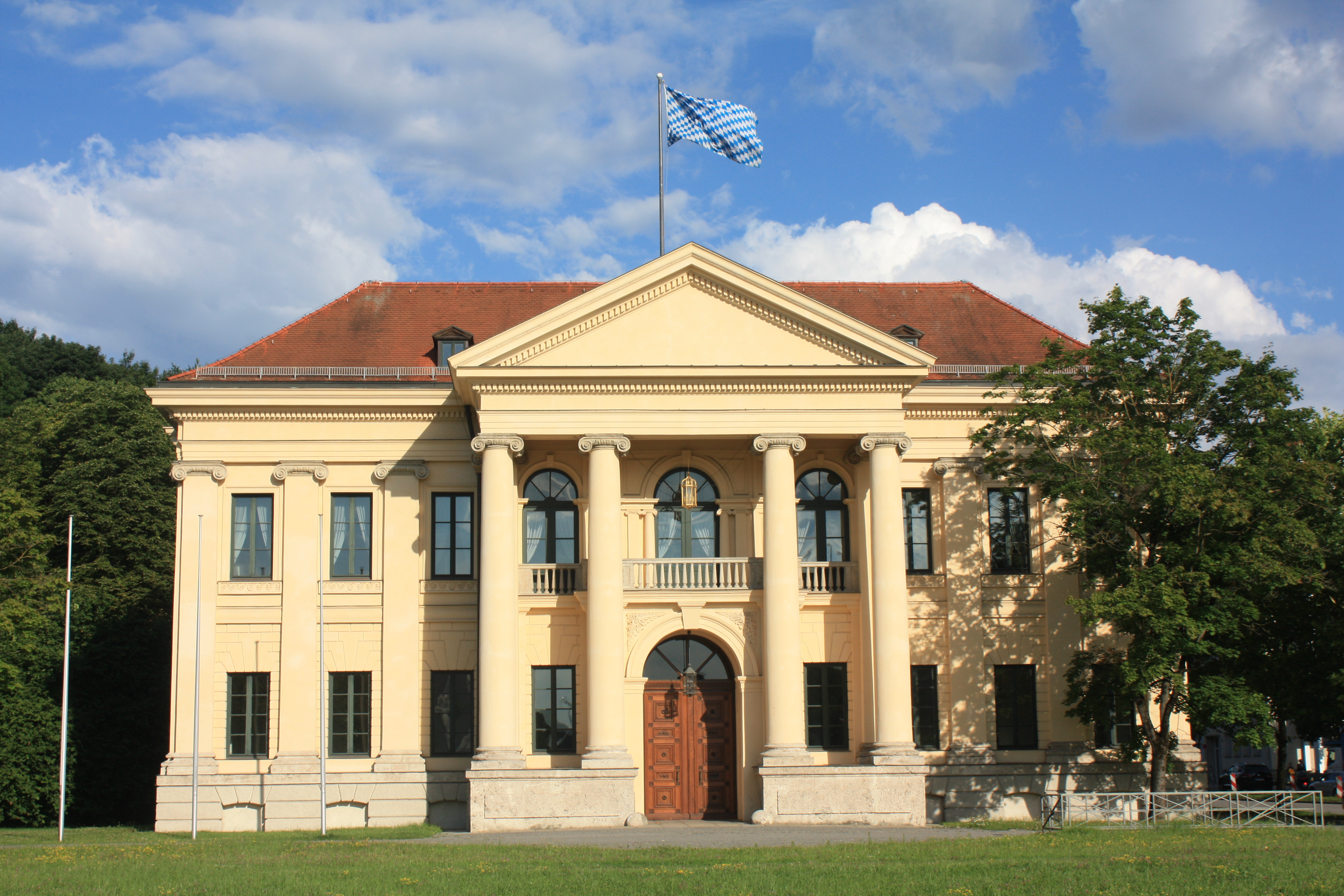
A müncheni Prinz-Carl-Palais.

### Házasságai
Károly Tivadar herceg kétszer nősült, mindkét alkalommal rangon aluli, morganatikus házasságban. Első házasságát 1823. október 1-jén kötötte a polgári származású Marie-Anne-Sophie Petin-nel (1796–1838), emiatt le kellett mondania trónöröklési jogáról maga ls születendő gyermekei nevében is. Apja, a király cserébe a feleségnek örökölhető nemesi címet adományozott, Bayrstoff bárónőjévé (Baronin von Bayrstorff) emelte. Az első házasságból három leány született:  Archiválva 2012. június 9-i dátummal a Wayback Machine-ben:
- Caroline von Bayrstorff (1816–1889)
- Maximiliane von Bayrstorff (1823–1885)
- Sophie von Bayrstorff (1827–1912)

1825-ben, amikor bátyja, I. Lajos lépett a trónra, átengedte Károly öccsének a müncheni Königinstrasse és a (mai nevén) Franz-Josef-Strauss-Ring találkozásánál, a (mai) Prinzregentenstrasse kezdetén, a Hofgarten und Englischer Garten között álló palotáját, amit ekkor Palais Royalnak vagy Pavillon Royalnak hívtak. A palotát 1803–1806-ban Karl von Fischer műépítész alkotta, még I. Miksa király megrendelésére. 1827–1830 között Károly Tivadar herceg jelentősen kibővíttette és felújíttatta a palotát, Jean-Baptiste Métivier műépítésszel és Anton Schwanthaler szobrászművésszel. A palota új nevet kapott, lakója után Prinz-Carl-Palaisnak kezdték hívni.
1838-ban megözvegyült, 1859. május 7-én újra megnősült, ezúttal is polgári származású nőt vett feleségül, Henriette Schoellert (1815–1866), Heinrich Schoeller és Catherine Mayr leányát, akit a király Frankenburg bárónőjévé emelt . A második házasság gyermektelen maradt.

### Halála
1875. augusztus 16-án a bajorországi Tegernsee-ben – alig néhány nappal unokahúgának, Jozefina svéd anyakirálynénak, született Joséphine Maximilienne de Beauharnais-nak, Leuchtenberg hercegnőjének, I. Oszkár király özvegyének – látogatása előtt Károly Tivadar herceget levetette a lova. A 80 éves tábornagy azonnal meghalt.

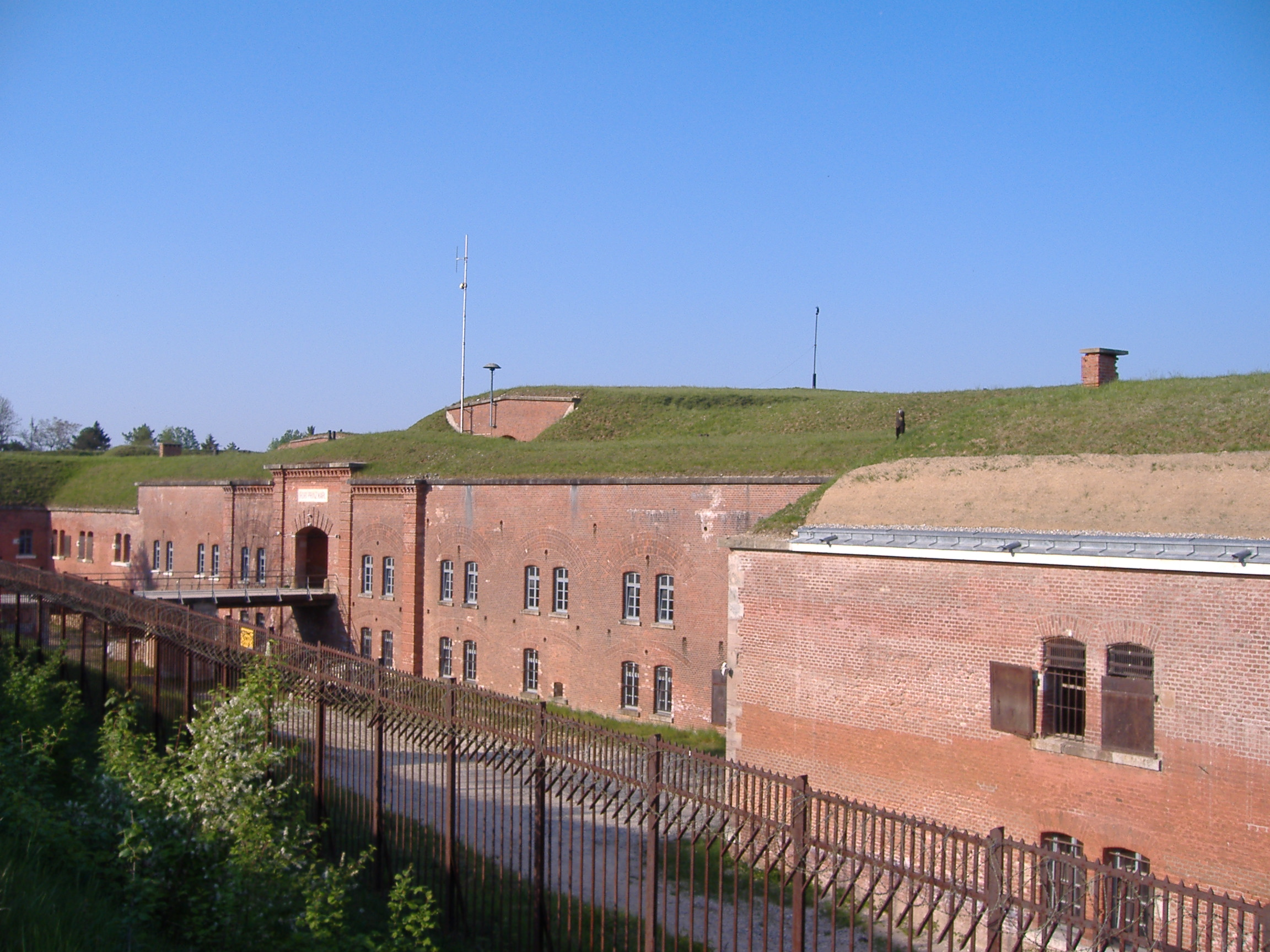
Ingolstadt, Prinz Karl-erőd.

### Emlékezete
- Nevét őrzi müncheni palotája, egykori lakóhelye, a Prinzregentenstrasse elején álló Prinz-Carl-Palais. Ma a bajor miniszterelnökség hivatali épülete, a kormány ceremóniákat és fogadásokat tart itt.
- Róla nevezték el az Augsburgban állomásozó bajor 3. Bajor Királyi gyalogezredet (3. Königlich Bayerisches Infanterie-Regiment „Prinz Karl von Bayern”). 1885-ben, a herceg halála után az ezred új, 1884-ben Augsburg-Hochfeld negyedében felépült kaszárnyáját is Károly hercegről nevezték el. A laktanyák területét 1992 után polgári célokra hasznosították, az itt álló lakónegyed neve Prinz-Karl-Viertel.
- Ingolstadtban, az egykori külső erődövezet VI. számú erődítménye (Fort VI) 1895 óta viseli Festung Prinz Karl nevet. Ez az egyetlen erődítmény, ami az egykori Landesfestung Ingolstadt erődrendszerből máig fennmaradt.